# Ли Сын Ман
Ли Сын Ман (Ли Сынма́н) (кор. 이승만?, 李承晩?; в англоязычных странах известен как Сы́нман Ри (англ. Syngman Rhee), 26 марта 1875, Хванхэдо, Корея — 19 июля 1965, Гонолулу, США) — южнокорейский государственный и политический деятель, диктатор, первый глава Временного правительства Республики Корея в изгнании, а также первый президент Республики Корея (Южная Корея). Его три президентских срока с августа 1948 года по апрель 1960 года проходили на фоне разделения Кореи на Южную, проамериканскую, и Северную, просоветскую, Корейской войны и последующей напряжённости на Корейском полуострове. Ли Сын Ман был жёстким антикоммунистом и авторитарным правителем, чьё правление закончилось после массовых протестов, вызванных фальсификацией результатов выборов. В 1949 году награждён Орденом «За заслуги в создании государства» Кореи и Большим Орденом «Мугунхва».

## Ранняя жизнь
Родился в крестьянской семье со скромным достатком в провинции Хванхэдо, Королевство Корея. Он был самым младшим из пяти братьев и сестёр, хотя его старшие братья умерли преждевременно. Семья Ли Сын Мана могла проследить свою родословную до короля Тхэджона. Когда Сын Ману было два года, семья переехала в Сеул. Получив традиционное для Кореи того времени образование, заключавшееся в первую очередь в изучении классической китайской литературы, Ли Сын Ман несколько раз пытался сдать экзамен для поступления на службу чиновником, но безуспешно. Когда была отменена традиционная система образования, он поступил в Paejae School, открытую миссионером из США, где в частности выучил английский язык и участвовал в издании школьной газеты Maeil Sinmun.

## Приход в политику
В 1896 году Ли Сын Ман присоединился к политическому прозападному движению реформ за независимость — Клубу независимости. После японо-китайской войны 1894—1895 годов Корея фактически попала под протекторат Японии. Ли Сын Ман участвует в движении против японского господства на Корейском полуострове, за что был арестован и обвинён в участии в мятеже 9 января 1899 года. Он безуспешно пытался совершить побег, за что был подвергнут пыткам и приговорён к пожизненному заключению. Находясь в заключении, он читал книги, тайком доставляемые его друзьями и дипломатами. Позже Ли Сын Ман рассказывал, что именно в тюрьме стал христианином, начав заодно и других заключённых приобщать к Библии. Также он писал колонки для газет и положил начало библиотеке для заключённых (которая в конечном итоге выросла до 500 книг). Кроме того, находясь в заключении, Ли Сын Ман начал писать политический манифест «Дух независимости».

## Деятельность в изгнании

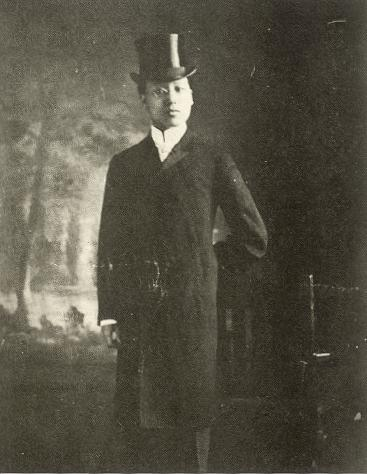
Ли Сын Ман в 1905 году

После начала Русско-японской войны (1904—1905) Ли Сын Мана выпустили из тюрьмы. Позже он отправился в США. В декабре 1904 года был принят государственным секретарем США Джоном Хэем и президентом Теодором Рузвельтом, безуспешно прося США гарантировать «полную независимость» Кореи от превращения в колонию Японии С 1905 года на гранты миссионеров обучался в университетах США. В 1907 году он получил степень бакалавра искусств в Университете Джорджа Вашингтона, в 1910 году стал магистром искусств в Гарвардском университете и в том же году получает степень доктора философии Принстонского университета. Исследования Ли Сын Мана касались политики, истории, международных отношений, христианской теологии и права. Тогда же он начал писать своё имя на западный манер, ставя имя перед фамилией.

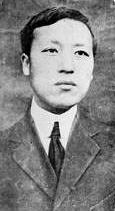
Ли Сын Ман в 1910 году

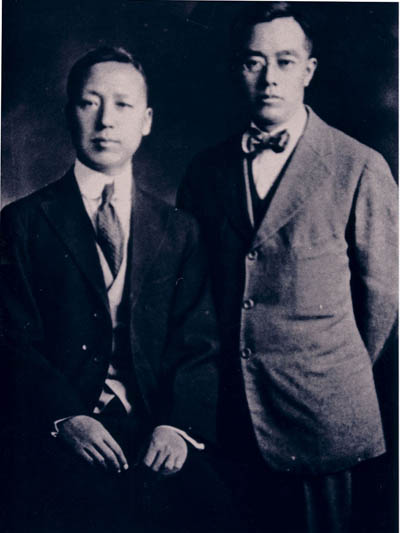
Ли Сын Ман и Ким Гюсик в 1919 году

Ли Сын Ман вернулся в Корею в конце 1910 года и стал генеральным секретарём Ассоциации молодых христиан (YMCA) в Сеуле. В том же году Япония аннексировала Корею и начала преследовать местных христиан. Ли Сын Ман, прожив в Корее 15 месяцев, вновь уезжает в США под предлогом посещения методистской конференции. В марте 1912 года он прибыл на Гавайи, где основал христианскую школу для корейских иммигрантов и стал участвовать в жизни местного корейско-американского сообщества, численность которого значительно увеличилась из-за политических волнений в стране.
13 апреля 1919 года Движение 1 марта сформировало в Шанхае Временное правительство Республики Корея, получившее признание всех основных сил Кореи, выступающих за независимость. Первым президентом (главой правительства) был избран Ли Сын Ман. В 1925 году он был отстранён от должности Временной Ассамблеей после импичмента за злоупотребление своей властью.

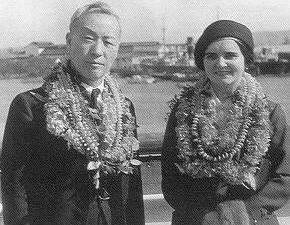
Франциска Доннер и Ли Сын Ман в 1933 году вскоре после своего знакомства

После отставки Ли Сын Ман жил в США, в Нью-Йорке, Вашингтоне и на Гавайях. В Нью-Йорке он участвовал в работе Корейской методистской церкви и института (англ. Korean Methodist Church and Institute), организации, игравшей важную роль как в жизни корейской диаспоры в США, так и в движении за независимость. В 1934 году он женился во второй раз на австрийке Франциске Доннер, которая переехала вслед за ним в США, где работала в качестве секретаря своего мужа, в частности, помогала готовить книгу Japan Inside Out (1940).
После поражения Японии во Второй мировой войне Ли Сын Ман был доставлен в Токио на борту самолёта американских ВВС. После тайной встречи с генералом Макартуром, главнокомандующим союзными оккупационными войсками в Японии, Ли Сын Ман на личном самолёте генерала прилетает в середине октября 1945 года в Сеул.

## Приход к власти

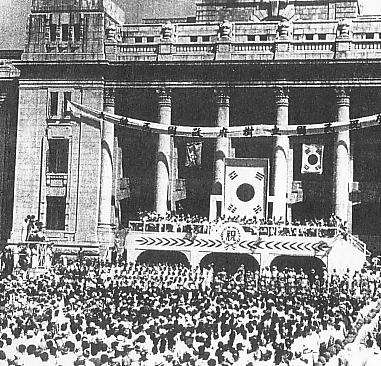
Церемония инаугурации правительства Республики Корея (15 августа 1948)

После освобождения Кореи от японского господства США отказались признать легитимность как властей Корейской Народной Республики, созданной в августе 1945 года с согласия японских властей, так и Временного правительства Республики Корея в изгнании. Для управления американской зоной влияния на Корейском полуострове 8 сентября было создано Американское военное правительство в Корее, которое возглавил командир 7-й пехотной дивизии 24-го корпуса Арчибальд Арнольд. Американская администрация с самого начала столкнулась с рядом серьёзных проблем, в результате уже 15 сентября Меррел Беннингхофф (политический советник командующего армией США в Корее генерал-лейтенанта Ходжа по линии Госдепартамента) в своих отчётах в Вашингтон описывал Корею как «пороховой погреб, который может взорваться от малейшей искры». Возникла необходимость привлечения людей, компетентных в корейских делах и способных завоевать авторитет среди населения. Ставка была сделана на Ли Сын Мана.
Благодаря поддержке США Ли Сын Ман вернулся в Сеул раньше других деятелей корейской политэмиграции. Он вместе с Ким Гюсиком участвует в формировании на юге временного законодательного органа и временного правительства. Ман и его сторонники с самого начала взяли курс на создание в американской зоне самостоятельного корейского государства свободного от влияния коммунистов и СССР, о чём он объявил на выступлении 3 июня 1946 года в уезде Чонып. В декабре 1946 года Ли Сын Ман отправился в США убеждать американское правительство в своей правоте. Благодаря повороту США в сторону холодной войны Ман добивается поддержки своей идеи и возвращается в Сеул в апреле 1947 года.
В 1948 году Парламент Республики Корея выдвинул Председателя Временного правительства Республики Корея Кима Гу на пост первого президента молодого государства, однако на этих выборах с большим перевесом победил Ли Сын Ман, первый председатель Временного правительства. Ким Гу также проиграл выборы вице-президента Ли Си Ёну.
В начале 1948 года Ли Сын Ман сменил Ким Гюсика на посту Председателя Временной законодательной ассамблеи. 10 мая того же года он избирается членом Конституционной Ассамблеи, выборы в которую бойкотировали левые партии. 31 мая Ман становится спикером ассамблеи, впрочем ненадолго. 20 июля состоялись первые в истории Южной Кореи президентские выборы. Уверенную победу одержал Ли Сын Ман, представлявший Национальный альянс за скорую независимость Кореи. За его кандидатуру проголосовали 180 выборщиков из числа членов Конституционной ассамблеи (91,8 %). 15 августа Ли Сын Ман официально принял власть из рук американской военной администрации. США признало его и Временное правительство.
Вскоре после вступления в должность Ли Сын Ман начинает кампанию против коммунизма, однако из его речей более позднего периода становится ясно, что он часто приравнивал к коммунистам всех своих политических оппонентов. Принимается ряд законов, направленных против оппозиции, многие левые политики были арестованы, а некоторые убиты. Становится очевидным, что Ли Сын Ман выбрал авторитарный стиль правления. Он разрешил внутренним силам безопасности, возглавлял которые его правая рука Ким Чанг Рёнг (Kim Chang-ryong), задерживать и пытать подозреваемых коммунистов и северокорейских агентов. Его правительство также виновно в ряде массовых убийств, в том числе в резне на острове Чеджудо, где в результате подавления коммунистического восстания в 1948—1951 годах по данным южнокорейской Президентской комиссии по установлению истины погибло 14 373 человека, из них 86 % стали жертвами сил безопасности и лишь 13,9 % были убиты коммунистическими повстанцами.
В 1949 году офицер южнокорейской армии Ан Ду Хи убил бывшего Председателя Временного правительства Республики Корея Кима Гу в его рабочем кабинете. Были подозрения, что это убийство было организовано президентом Ли Сын Маном, однако детали убийства неизвестны. Более того, сам Ан Ду Хи был убит одним из сторонников Кима Гу в 1956 году после дачи последним показаний, уличавших Ким Чхан Рёна в заказе покушения.

## Корейская война

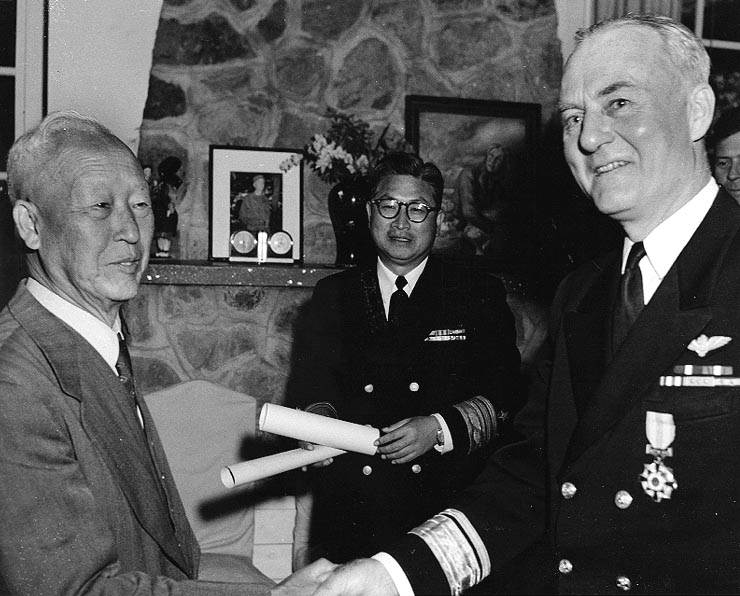
Контр-адмирал Ральф А. Ости награждает Ли Сын Мана медалью ВМС США во время Корейской войны в 1952 году

Как Ли Сын Ман, так и лидер Северной Кореи Ким Ир Сен не скрывали своих намерений: оба режима стремились объединить полуостров под своим контролем. Принятые в 1948 году Конституции обоих корейских государств недвусмысленно провозглашали, что целью каждого из двух правительств является распространение своей власти на всю территорию страны. К 1949 году как советские, так и американские войска были выведены с территории Кореи. При этом США отказались предоставить Южной Корее тяжёлые вооружения, в то время как СССР и КНР (пускай не с большим желанием) продолжали оказывать Северной Корее большую военную помощь, благодаря чему КНДР быстро наращивала свою военную мощь. Таким образом, к началу 1950 года Корейская народная армия превосходила Вооружённые силы Республики Кореи по всем ключевым компонентам. Напряжённость между двумя Кореями нарастала, что привело к массовым беспорядкам и вооружённым выступлениям в Южной Корее и пограничным столкновениям на тридцать восьмой параллели, в результате которых погибло около 100 000 человек.
25 июня 1950 года северокорейские войска под прикрытием артиллерии перешли границу. Армия Южной Кореи, значительно уступавшая северянам в тяжёлом вооружении, не смогла оказать серьёзного сопротивления. Ли Сын Ман, опасаясь восстания в Сеуле, запретил военным раскрывать ситуацию, а сам 27 июня покинул город с большей частью своего правительства, приказав взорвать мост через реку Ханган. Уже 28 июня Сеул был взят. К середине августа армия КНДР контролировала до 90 % территории Южной Кореи, но молниеносной победы не получилось. Не произошло и массового восстания, на которое рассчитывало северокорейское руководство. Ли Сын Ману удалось перебазировать правительство в Пусан и вместе с американскими войсками создать оборонительный периметр по реке Нактонган. 20 августа наступление войск Северной Кореи было остановлено.
15 сентября 1950 года началось наступление войск ООН и Южной Кореи. Уже 23 сентября был отбит Сеул. В октябре наступавшие достигли 38-й параллели, после серии боёв перешли её и в том же месяце взяли Пхеньян. Поняв, что разгром и ликвидация КНДР неминуемы, СССР и КНР решили вступить в войну. В то время как советское руководство ограничилось поставками вооружений и направлением на фронт своих лётчиков и советников, Пекин решил принять непосредственное участие в боевых действиях. 25 октября 1950 года началось наступление 270-тысячных «китайских народных добровольческих войск» под командованием генерала Пэн Дэхуая, что привело к очередному перелому в войне. 5 декабря северокорейцы при помощи китайцев вернули Пхеньян, а 4 января 1951 года вновь взяли Сеул. В конце концов американцам удалось остановить наступление китайско-северокорейских сил, а затем развернуть контрнаступление. В середине марта Сеул был возвращён под контроль южной коалиции.
В мае 1951 года фронт окончательно стабилизировался. В результате летом 1951 года воюющие стороны оказались почти на тех же позициях, которые занимали до начала войны. Боевые действия зашли в тупик, ни одна из сторон не имела решительного преимущества. 8 июля 1951 года в Кэсоне начинаются мирные переговоры. Обе стороны были готовы к восстановлению статус-кво, соглашаясь с разделом Кореи на довоенных условиях, но, несмотря на это, переговоры затянулись почти на два года и сопровождались кровопролитными боями. Финальный период войны характеризовался относительно небольшими изменениями линии фронта и длительными дискуссиями о возможном завершении конфликта. 27 июля 1953 года был заключён мирный договор, который, впрочем, представители Южной Кореи отказались подписать. Несмотря на это, договор действует до сих пор. Согласно ему линия фронта была зафиксирована в районе 38-й параллели, а вокруг неё была провозглашена демилитаризованная зона, проходящая несколько севернее от 38-й параллели в восточной своей части и немного южнее на западе.

## Переизбрания
Несмотря на войну, политическая жизнь Южной Кореи продолжалась. В 1951 году Ли Сын Ман создал Либеральную партию (кор. 자유당), основой для которой стала «Молодёжная националистическая лига Чосон» и включившая также Корейский гражданский совет, Корейскую федерацию труда, Крестьянский союз и Корейский совет женщин. Вторые по счёту выборы президента Республики Корея должны были пройти летом 1952 года, в разгар Корейской войны. Широкое недовольство политическими репрессиями и коррупцией делали маловероятным переизбрание Ли Сын Мана голосами депутатов Национальной ассамблеи. Чтобы обойти это, было решено внести поправку в конституцию, позволяющую избирать президента прямым всенародным голосованием. Когда собрание отклонило эту поправку, Ли Сын Ман отдал приказ о массовом аресте оппозиционных политиков и добился принятия желаемой поправки в июле 1952 года. 5 августа Ли Сын Ман был переизбран на второй срок, получив 5 238 769 голосов избирателей (74,6 %).
По окончании войны, нанёсшей огромный материальный и экономический ущерб, страна оказалась в тяжёлом положении и зависела от помощи США. Очередные президентские выборы в Южной Корее прошли 15 мая 1956 года. Ли Сын Ман и в этот раз одержал уверенную победу, получив 5 046 437 голосов избирателей (70,0 %). Его единственный конкурент, левый политик Чо Бон Ам, вёл предвыборную кампанию под лозунгами мирного воссоединения Кореи, и набрал 30 % голосов избирателей, что превысило ожидаемый результат. Примечательно, что три года спустя, в 1959 году, Чо Бон Ам был обвинён в нарушении закона о национальной безопасности и казнён. Третий срок должен был стать для Ли Сын Мана последним, так как конституция 1948 года ограничивала пребывание президента на своём посту тремя сроками подряд. Но по инициативе Ли Сын Мана была принята поправка, позволяющая баллотироваться на неограниченное количество сроков.
В июне 1954 года Ли Сын Ман инициировал создание Антикоммунистической лиги народов Азии.

## Апрельская революция
15 марта 1960 года в Южной Корее прошли очередные президентские выборы. 84 летний Ли Сын Ман в четвёртый раз выдвинул свою кандидатуру на пост президента. Его соперником должен был стать кандидат Демократической партии Чо Бён Ок, но незадолго до выборов он скончался. В результате Ли Сын Ман был избран президентом в качестве единственного кандидата, получив 9 633 376 голосов или 100 % от числа действительных бюллетеней. Количество испорченных бюллетеней на этих выборах достигло 1 228 896 или 11,3 % от числа принявших участие в голосовании.
Поскольку президент избирался на безальтернативной основе, оппозиция режиму Ли Сын Мана сделала ставку на выборы вице-президента. Кандидатом от оппозиционной Демократической партии стал действующий вице-президент Чан Мён, во время Корейской войны занимавший пост посла Кореи в США. Но, по официальным результатам выборов, вице-президентом был избран официальный кандидат Либеральной партии Ли Ги Бун, набравший 8 337 059 голосов (79,2 %), в то время как Чан Мёну насчитали 1 843 758 голосов (17,5 %). В связи с этим оппозиция заявила, что результаты выборов полностью сфабрикованы министерством внутренних дел.
Уже в день выборов в Масане произошли стихийные беспорядки, вызванные нарушениями в ходе выборов. Полиция, применив оружие, смогла прекратить акции протеста. Однако 11 апреля был обнаружен мёртвым студент Высшей коммерческой школы Масана, пропавший во время беспорядков. Когда стало известно, что он не утонул, как было официально объявлено, а погиб от того, что граната со слезоточивым газом пробила ему череп, 19 апреля в Сеуле начались массовые акции протеста за пересмотр итогов президентских выборов. В результате столкновений манифестантов с полицией и армией 125 человек было убито. Однако протесты продолжились под лозунгом немедленной отставки Ли Сын Мана. После того как войска отказались стрелять, весь Сеул оказался под контролем протестующих. Парламент страны в экстренном порядке принял резолюцию об отставке президента и назначил новые президентские выборы. 26 апреля Ли Сын Ман подписал заявление о добровольной отставке. 28 апреля, в то время как протестующие захватили официальную резиденцию президента Голубой дом, Ли Сын Ман на самолёте Douglas DC-4, принадлежавшем ЦРУ, покинул страну, отправившись в изгнание. Бывший президент вместе с супругой Франциской Доннер и приёмным сыном поселился в Гонолулу, Гавайи.
В результате этих событий, вошедших в историю Южной Кореи как Апрельская революция, режим Первой республики пал и в стране была установлена Вторая республика.

## Смерть

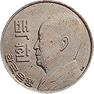
Ли Сын Ман на монете в 100 хванов выпущенной в 1959 году

Ли Сын Ман умер от инсульта 19 июля 1965 года в возрасте 90 лет. Через неделю после смерти его тело было доставлено в Сеул и захоронено на Сеульском национальном кладбище.

## Наследие
В бывшей сеульской резиденции Ли Сын Мана в настоящее время действует президентский мемориальный музей. Для сохранения и изучения наследия первого президента Республики Корея был создан фонд Woo-Nam Presidential Preservation Foundation.